# Романувка (Сокульський повіт)
Романувка (пол. Romanówka) — село в Польщі, у гміні Сідра Сокульського повіту Підляського воєводства.
Населення — 70 осіб (2011).
У 1975-1998 роках село належало до Білостоцького воєводства.

## Демографія
Демографічна структура станом на 31 березня 2011 року:
|          | Загалом | Допрацездатний вік | Працездатний вік | Постпрацездатний вік |
| -------- | ------- | ------------------ | ---------------- | -------------------- |
| Чоловіки | 31      | 12                 | 17               | 2                    |
| Жінки    | 39      | 9                  | 20               | 10                   |
| Разом    | 70      | 21                 | 37               | 12                   |